# Wolves in the Throne Room
Wolves in the Throne Room is een Amerikaanse blackmetalband uit Olympia, Washington. De band werd opgericht in 2003 en heeft een uniek geluid met invloeden uit de Scandinavische black metal, doommetal, dark ambient en folk. De band heeft tot op heden zes albums uitgebracht, welke zeer hoge recensies hebben gekregen, ook uit onverwachte hoek. De band noemt zich zelf ook wel Eco-Black Metal aangezien de band erg veel van de natuur houdt. De band woont in een hutje in het bos vlak bij Olympia, en treedt ook vaak buiten op.

## Leden
- Nathan Weaver - gitaar, vocalen (2003 - heden)
- Aaron Weaver - drums (2003 - heden)
- Kody Keyworth - gitaar, vocalen (2017 - heden

Sessiemuzikanten
- Will Lindsay - gitaar, vocalen, bas op Black Cascade; gitaar op Malevolent Grain
- Richard Dahlin - gitaar op 2005 Demo, Diadem of 12 Stars, Two Hunters
- Nick Paul - gitaar op Wolves in the Throne Room
- Jamie  Jamie Myers - zang op Diadem of 12 Stars, Malevolent Grain
- Jessika Kenney - zang op Two Hunters en Celestial Lineage
- Will Lindsay (Middian) – bas op Live at Roadburn 2008
- Dino Sommese (Dystopia, Asunder) – gastvocalen
- Ross Sewage (Ludicra, Impaled) – bas tijdens de 2008 Autumn US tour en de 2009 Winter Europese tour
- Oscar Sparbell (Christian Mistress) – bas tijdens de 2009 US en Europese tours

## Discografie

### Albums
- Diadem of 12 Stars (Vendlus records (cd)/Southern Lord (lp), 2006)
- Two Hunters (Southern Lord, cd/lp, 2007)
- Live at Roadburn 2008 (Roadburn Records, lp+dvd, 2008)
- Malevolent Grain (Southern Lord, 12 inch, 2009)
- Black Cascade (Southern Lord, cd/lp, 2009)
- Celestial Liniage (Southern Lord, cd/lp, 2011)
- Celestite (Artemisia Records, cd/lp, 2014)
- Thrice Woven (Artemisia Records, cd/lp, 2017)
- Primordial Arcana (2021)

### Demo's
- Wolves in the Throne Room (2004)
- Demo (2005)